# Tipula (Yamatotipula) virgo
Tipula (Yamatotipula) virgo is een tweevleugelige uit de familie langpootmuggen (Tipulidae). De soort komt voor in het Neotropisch gebied.